# Xestospongia
Xestospongia is een geslacht van sponsdieren uit de familie van de gewone sponzen (Demospongiae).

## Soorten
- Xestospongia arenosa van Soest & de Weerdt, 2001
- Xestospongia bergquistia Fromont, 1991
- Xestospongia bocatorensis Díaz, Thacker, Rützler & Piantoni, 2007
- Xestospongia caminata Pulitzer-Finali, 1986
- Xestospongia clavata Pulitzer-Finali, 1993
- Xestospongia coralloides (Dendy, 1924)
- Xestospongia delaubenfelsi Riveros, 1951
- Xestospongia deweerdtae Lehnert & van Soest, 1999
- Xestospongia diprosopia (de Laubenfels, 1930)
- Xestospongia dubia (Ristau, 1978)
- Xestospongia edapha (de Laubenfels, 1930)
- Xestospongia emphasis (de Laubenfels, 1954)
- Xestospongia friabilis (Topsent, 1892)
- Xestospongia grayi (Hechtel, 1983)
- Xestospongia hispida (Ridley & Dendy, 1886)
- Xestospongia informis Pulitzer-Finali, 1993
- Xestospongia madida (de Laubenfels, 1954)
- Xestospongia mammillata Pulitzer-Finali, 1982
- Xestospongia menzeli (Little, 1963)
- Xestospongia muta (Schmidt, 1870)
- Xestospongia novaezealandiae Bergquist & Warne, 1980
- Xestospongia papuensis Pulitzer-Finali, 1996
- Xestospongia plana (Topsent, 1892)
- Xestospongia portoricensis van Soest, 1980
- Xestospongia purpurea Rützler, Piantoni, van Soest, Díaz, 2014
- Xestospongia rampa (de Laubenfels, 1934)
- Xestospongia ridleyi (Keller, 1891)
- Xestospongia testudinaria (Lamarck, 1815)
- Xestospongia tuberosa Pulitzer-Finali, 1993
- Xestospongia vansoesti Bakus & Nishiyama, 2000
- Xestospongia variabilis (Topsent, 1892)
- Xestospongia variabilis (Ridley, 1884)
- Xestospongia viridenigra (Vacelet, Vasseur & Lévi, 1976)
- Xestospongia wiedenmayeri van Soest, 1980